# Associació de Mitjans d’Informació i Comunicació
L'Associació de Mitjans d'Informació i Comunicació (AMIC), anteriorment anomenada Associació Catalana de Premsa Gratuïta i Mitjans Digitals (ACPG), és una associació empresarial de mitjans de comunicació.
Va ser creada el 1997 amb el nom d'Associació Catalana de Premsa Gratuïta i Mitjans Digitals (ACPG) amb la finalitat d'aplegar les publicacions periòdiques de difusió gratuïta de Catalunya i Andorra, escrites en qualsevol llengua, tant d'informació general com especialitzada, però sense un contingut únicament comercial. Els darrers anys ha emprès un procés de reconversió i ha desplaçat bona part de l'atenció cap a la premsa digital. Així, el 2008 es van incorporar també mitjans digitals d'informació periodística generalista, temàtica o territorial. L'any 2015 eren associats més de 240 mitjans, aproximadament la meitat dels quals capçaleres de premsa gratuïta amb una tirada conjunta superior als dos milions i mig d'exemplars, i l'altra meitat mitjans digitals que conjuntament superaven els dos milions i mig d'usuaris únics mensuals. L'any 2013 va rebre el Premi Nacional de comunicació en l'apartat de premsa per part de la Generalitat de Catalunya.
El maig del 2014 canvià el nom per l'actual, en considerar-se que la gratuïtat no constituïa un tret exclusiu de l'associació. El juny d'aquell mateix any es va federar amb l'Associació de Publicacions Periòdiques en Català (APPEC) i l'Associació Catalana de la Premsa Comarcal (ACPC), i juntes es van constituir en la Federació d'Associacions d'Editors de Premsa, Revistes i Mitjans Digitals. El 2009 es va constituir l'ACPG Illes Balears de Premsa Gratuïta i Mitjans Digitals, que posteriorment, des del 2014, s'anomenà AMIC - Illes Balears de Mitjans d'Informació i Comunicació). A les "II Jornades Internacionals de Premsa Gratuïta", de 2006, organitzades per l'Associació Catalana de la Premsa Gratuïta i Mitjans Digitals, es va exposar que les 85 capçaleres locals en distribuïen gairebé tres milions d'exemplars. L'expert holandès Piet Bakker va afirmar que aquesta premsa informativa comarcal converteix «Catalunya en un cas únic a Europa».
L'any 2014 l'entitat va obtenir el Premi Males Pràctiques en Comunicació no Sexista que atorga l'Associació de Dones Periodistes de Catalunya, per la poca presència de dones en la seva junta.